# Flatiris plumbea
Flatiris plumbea är en insektsart som först beskrevs av Ronald Gordon Fennah 1941.  Flatiris plumbea ingår i släktet Flatiris och familjen Flatidae. Inga underarter finns listade i Catalogue of Life.